# Эльрих
Эльрих (нем. Ellrich) — город в Германии, в земле Тюрингия. 
Входит в состав района Нордхаузен.  Население составляет 5712 человек (на 31 декабря 2010 года). Занимает площадь 69,42 км². Официальный код  —  16 0 62 005.